# ポピュラー音楽の音楽家一覧
ポピュラー音楽の音楽家一覧（ポピュラーおんがくのおんがくかいちらん）とは、ポピュラー音楽のアーティストの一覧である。
- ポピュラー音楽の音楽家一覧 (個人)
  - ポピュラー音楽の音楽家一覧 (日本・個人)
- ポピュラー音楽の音楽家一覧 (グループ)
  - ポピュラー音楽の音楽家一覧 (日本・グループ)